# Abtsteinach
Abtsteinach település Németországban, Hessen tartományban. Lakosainak száma 2472 fő (2023. december 31.).

## Népesség
A település népességének változása:
| Lakosok száma | 2448 | 2424 | 2444 | 2437 | 2476 | 2472 |
|               | 2014 | 2017 | 2019 | 2021 | 2022 | 2023 |